# Балаган-арт
Балаган-арт — профессиональный театр в Коста-Рике, русский зарубежный театр. Создан в 1997 году коста-риканской столице Сан-Хосе. Работает театр на двух языках, русском и испанском.
Основатели — супруги Дмитрий Орданский (Вовси) и Марта Хржановская (Рэйн), выпускники советских театральных ВУЗов.

## Название
Предыдущие названия: «Арт — Х» (с 1997 по 2009), «Русский Театр Центроамерики Балаган» (2009—2011).

### Достижения и награды
- с 1998 года участие в международных фестивалях региона Латинской Америки.
- 2002 год — Национальная премия Театра Коста-Рики за спектакль «Самая Сильная» (по пьесе Августа Стриндберга).
- 2009 год — участие в международном Фестивале русских зарубежных театров Балтики и стран СНГ «Встречи в России», Санкт-Петербург, театр Балтийский дом, в качестве единственного театра, приглашенного из дальнего региона (Латинская Америка).
- 2012—2016 — участие в фестивалях русской культуры зарубежья: «Русская Душа» (Чили 2012 и Аргентина 2013) и «Русский Базар» (Панама 2016).
- 2012 год — на 15-летие Театра Министерство культуры России присылает в Коста-Рику памятные медали.
- 2013 год — художественный руководитель Театра Дмитрий Орданский награждён правительственной наградой Российской Федерации — Медалью Пушкина за развитие русской культуры за рубежом.

### Деятельность
Жанры: драма, кукольные спектакли, музыкальные шоу. Наиболее значимые спектакли: «Самая Сильная» Август Стриндберг, «Моцарт и Сальери» Александр Пушкин, кукольные: «Червяк, или история любви», «Сундук сказок», музыкальные: «Вспоминая войну, празднуем мир», «Русское Шоу».
Побочные направления творческой деятельности: курсы актёрского мастерства для испаноязычного населения страны и детей соотечественников, лекции об истории русского искусства, создание программ по социальной тематике.